# Мэрилин Мартин
Мэрилин Мартин (англ. Marilyn Martyn, род. 7 октября 1968, Южная Калифорния, Калифорния) — американская порноактриса, лауреатка премии XRCO Award.

## Биография
Родилась 7 октября 1968 года в Южной Калифорнии. Дебютировала в порноиндустрии в 1993 году, в возрасте около 25 лет.
Снималась для таких студий, как Elegant Angel, Horne Boi Video, L.B.O. Entertainment, Las Vegas Video, Sin City, Wicked Pictures, VCA Pictures и других.
В 1995 году получила XRCO Award в номинации «лучшая групповая сцена» за роль в New Wave Hookers 4 совместно с Марком Уаллисом, T. T. Boy, Ивонн, Ником Истом, Тони Тедески, Марком Дэвисом, Чейси Лэйн и Мисти Рейн.
Ушла из индустрии в 1997 году, снявшись в 137 фильмах.

## Награды и номинации
| Год  | Награда    | Категория              | Работа             | Результат |
| ---- | ---------- | ---------------------- | ------------------ | --------- |
| 1995 | XRCO Award | Лучшая групповая сцена | New Wave Hookers 4 | Победа    |

## Избранная фильмография
- New Wave Hookers 4